# Stairoids
Stairoids is een Nederlands softwareplatform dat zich richt op het real-time zichtbaar maken van commerciële intentie in B2B-marktomgevingen. Het platform combineert gedragsdata uit verschillende bronnen zoals LinkedIn, websitebezoek en CRM-activiteit, en vertaalt deze naar concrete actiepunten voor marketing- en salesteams. De kern van de technologie is gebaseerd op het concept van de Intentional Wire Score.

## Geschiedenis
Stairoids werd opgericht in 2024 door ondernemers Sjors Teeuwens en Hugo van Diepen. De eerste versies van het platform ontstonden vanuit de behoefte aan betere zichtbaarheid van koopgedrag bij B2B-prospects, zonder afhankelijk te zijn van traditionele leadformulieren of MQL-modellen. Na een gesloten bètafase met een selecte groep klanten, ging het platform in 2025 live voor bredere commerciële adoptie.

## Functionaliteit
Stairoids fungeert als een signal intelligence layer bovenop bestaande tools. Belangrijke functies zijn:
- Intentional Wire Score (IWS): Een dynamische score op persoons- en bedrijfsniveau, gebaseerd op gestapelde signalen zoals ad-interacties, websitebezoek, social engagement en CRM-touchpoints.
- Buying Unit Detection: Herkent meerdere individuen binnen één organisatie die gezamenlijk koopgedrag vertonen.
- Signal Stack Filtering: Gebruikers kunnen filters aanmaken op basis van gecombineerde gedragingen, zoals “heeft een post geliket + ad gezien + geen CRM-match”.
- LinkedIn Ads-integratie: Stairoids koppelt engagement van advertenties aan daadwerkelijke personen en bedrijven.
- Live Activity Feed: Realtime inzicht in wie interacteert met het merk, welk gedrag zij tonen, en hoe dat zich ontwikkelt over tijd.
- Demand Gen & Attributie: Stairoids maakt demand generation voor het eerst meetbaar en koppelt marketingactiviteiten direct aan salespijplijn en CRM-uitkomstenijn beschikbaar op Spotify.